# Cor de Vries
Cor de Vries (Gouda, 20 oktober 1926 – Winterswijk, 23 januari 2010) was een Nederlandse burgemeester.
De Vries begon zijn maatschappelijke carrière als stationschef. Via de vakbond werd hij politiek actief voor de PvdA. In 1969 werd hij benoemd tot burgemeester van Gasselte. Zijn afstandelijkheid wekte wrevel bij zijn partijgenoten in de gemeenteraad van Gasselte. Bij zijn afscheid als burgemeester van Gasselte werd hij geprezen voor zijn inzet door alle raadsfracties, behalve door zijn geestverwante fractie. In 1975 werd hij benoemd tot burgemeester van Winterswijk, een functie die hij tot 1990 zou vervullen. Tijdens zijn burgemeesterschap van Winterswijk zette de Vries zich binnen Euregioverband in voor de samenwerking tussen de grensgemeenten van Nederland, Duitsland en België. De Vries werd in 1988 voor zijn inspanningen bij het tienjarig bestaan van de Euregioraad door Duitsland onderscheiden met het Bondsverdienstenkruis eerste klasse. Ter gelegenheid van deze gebeurtenis toonde De Vries zijn muzikale talenten door de opvoering van een door hem gecomponeerde mars, gebaseerd op het Nederlandse Wij leven vrij en het Duitse Im Frühtau zu Berge.